# Ingweiler (Homburg)

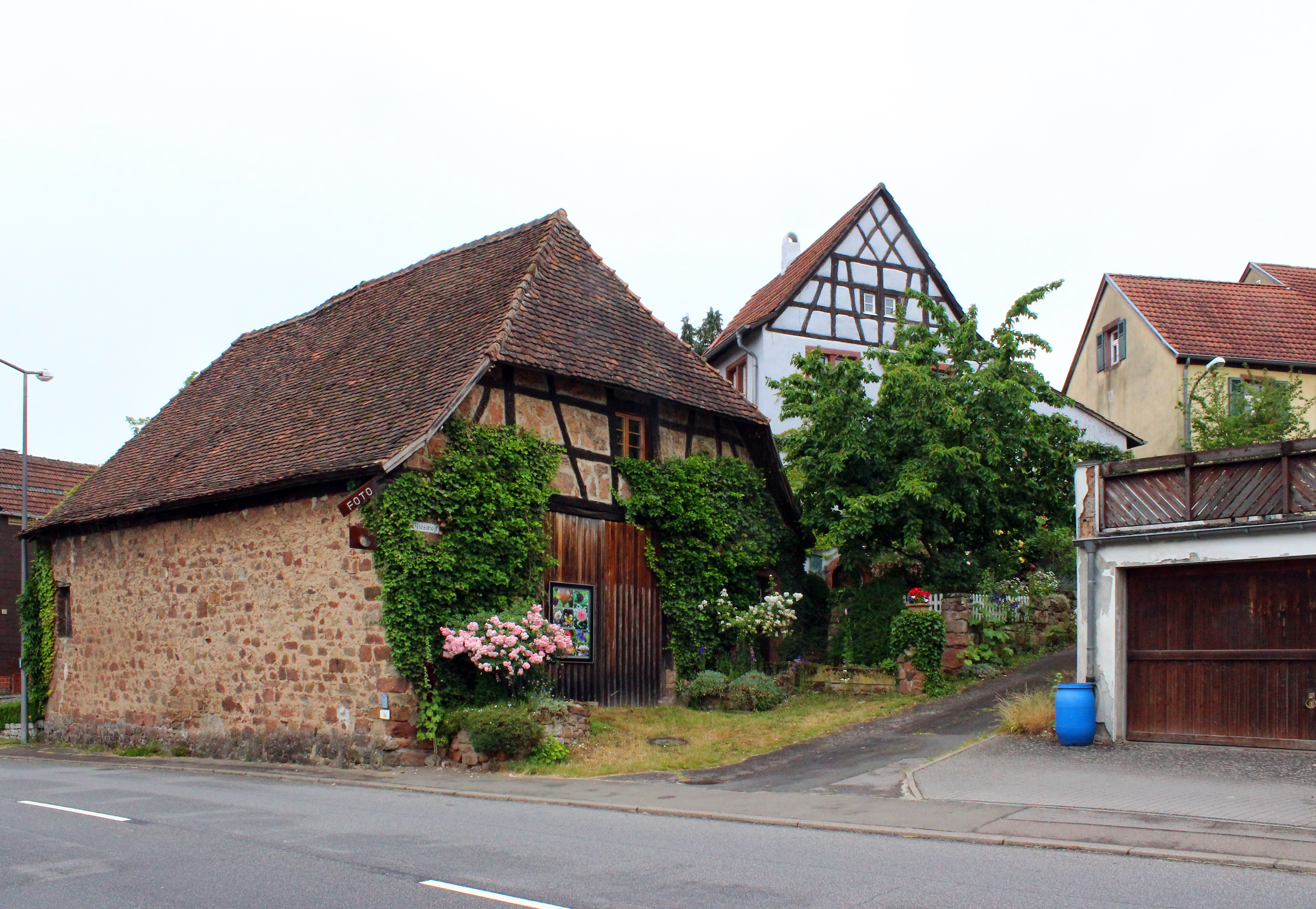

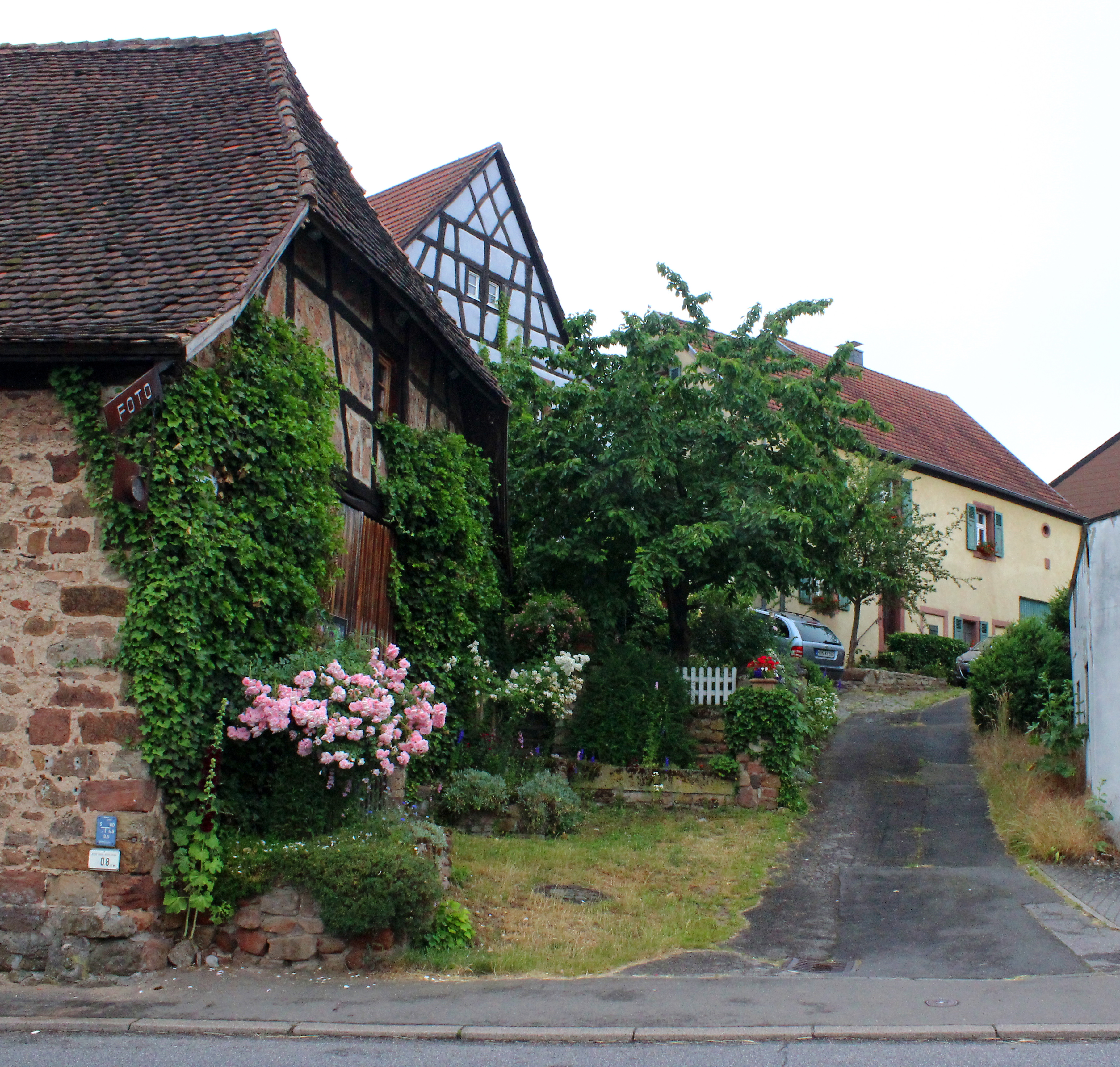

Ingweiler (im örtlichen Dialekt Ingwiller) ist der kleinste Ortsteil von Einöd, einem Stadtteil der saarländischen Kreisstadt Homburg. Er wurde erstmals in einer undatierten Schenkungsurkunde des Klosters „Werschweiler“ (Kloster Wörschweiler) erwähnt, die Neubauer in die Zeit „nach 1180“ datiert. Bis 1603 gehörte Ingweiler zur Grafschaft Nassau-Saarbrücken. Durch einen Tauschvertrag in genanntem Jahr kam Ingweiler zum Herzogtum Pfalz-Zweibrücken, zu dem auch Einöd gehörte.

## Lage
Ingweiler ist der südlichste Ortsteil von Homburg und liegt in der Bliesaue auf 226 m ü. NHN. Nach der naturräumlichen Gliederung bildet der Ort den nördlichen Abschluss des Bliesgaus und grenzt direkt an das Homburger Becken.